# دره بوجاق
دره بوجاق (بالتركية: Derebucak)‏ هي بلدة ومُديريَّة تقع في ولاية قونية بتركيا. تصل مساحتها إلى 478.6 كم²، وترتفع عن سطح البحر حوالي 1208 م.